# جوان بيترز (لاعبة هوكي الحقل)
جوان بيترز هي لاعب هوكي الحقل بلجيكية، ولدت في 9 يوليو 1996.